# Europæisk halvfingergekko
Europæisk halvfingergekko (også set kaldet tyrkisk halvfingergekko eller tyrkisk husgekko) er en lille natteaktiv gekko som er almindelig ved Middelhavet og er blevet spredt til mange dele af verdenen. Dens latinske navn er Hemidactylus turcicus. 
Den er natteaktiv og insektspisende og bliver sjældent længere end 15 cm. Den har store øjenslågsløse øjne med elliptiske pupiller - og er gul- eller blegbrun-farvet hud med sorte prikker, ofte med striper på halen. Den mave eller undersider er delvis gennemsigtig. I lande hvor arten er blevet introduceret, betragtes de ikke som invasive grundet deres vaner og lille størrelse; de truer sjældent indfødte dyrepopulationer. De er ivrige rovdyr efter natsværmere og små kakerlakker, som tiltrækkes af udendørsbelysning og derfor også af gekkoerne. De udsender distinkte højfrekvente kald lidt ligesom en fugl.
Forskning i Portugal fandt at H. turcicus kun er natteaktiv, med højeste aktivitet omkring kl.2 om natten.
I mange dele af verden øges udbredelsen af H. turcicus og i modsætning til mange andre krybdyr, ser de ud til at være yderst resistente overfor pesticider.

## Geografisk udbredelse
Den europæiske halvfingergekko er en af de mest succesfulde arter af gekkoer i verden. Den er indfødt i det sydlige Europa - og den har eller er blevet spredt over det meste af verden og har etableret stabile populationer langt fra sin oprindelse. Europæisk halvfingergekko kan findes i Portugal, Spanien, Frankrig, Italien (inklusiv Lampedusa øen, Elba), Israel, Albanien, Grækenland, (inkl. Kalymnos, Paros, Antiparos, Despotiko, Lesbos, Chios, Limnos, Samos, Samothraki, Milos, Tinos, Kreta), Malta, Makedonien, Kroatien (undtagen vestlige Istria), Adriatiske øer, Montenegro, dele af Albanien,  Cypern, Tyrkiet, nordlige Marokko, Alger, Tunesien, Palæstina, Jordan, Syrien, Libyen, Egypten, Libanon, nordlige Yemen, Somalia, Eritrea, Kenya, sydlige Iran, Irak, Oman, Qatar, Pakistan, Indien, Baleariske Øer, Kanariske Øer (introduceret til Gran Canaria og Tenerife), Panama, Puerto Rico, Belize, Mexico (Baja California, Chihuahua, Durango, Nuevo Leon, Yucatan; introduceret), Cuba (introduceret). Den er også blevet introduceret til det sydlige USA (Louisiana, Alabama, Texas, Arizona, Florida, Arkansas, Mississippi, South Carolina, Georgia, Oklahoma, Virginia, Maryland, Californien, Nevada, New Mexico, Kansas, Tennessee)